# 辻すみれ
辻 すみれ（つじ すみれ、1999年11月29日 - ）は、日本の岐阜県岐阜市出身のフェンシング選手。東京オリンピック女子フルーレ団体戦のリザーブ選手。
2019年3月のW杯エジプト大会女子フルーレ個人戦3位、同年11月の全日本フェンシング選手権大会女子フルーレ個人戦優勝、同年12月のW杯フランス大会女子フルーレ団体戦3位である。

## 来歴
岐阜県立岐阜総合学園高等学校、朝日大学出身。2022年に大垣共立銀行に入社。

## 大会結果
- 2018年 - アジア競技大会 - 女子フルーレ団体戦 - 優勝
- 2019年 - W杯エジプト大会 - 女子フルーレ個人戦 - 3位
- 2019年 - 全日本フェンシング選手権大会 - 女子フルーレ個人戦 - 3位
- 2019年 - W杯フランス大会 - 女子フルーレ団体戦 - 3位